# Thomomys
Thomomys — рід гризунів з родини гоферових (Geomyidae). Це рийні тварини. Вони покладаються на свої різці для копання більше, ніж більшість інших гоферових. Вони харчуються рослинами, в основному з-під поверхні, але вони виходять над землею вночі. У їжу вживають коріння, стебла, листя, цибулини. Коли вони не знаходяться безпосередньо в сільськогосподарському полі, вони приносять користь людям, збагачуючи ґрунт і запобігаючи стоку. Представники Thomomys є унікальними серед гоферових тим, що вони мають гладкі верхні різців, які вільні від канавок, які є звичайними для інших видів. Всі види мають спільну рису зовнішніх мішечків, укритих хутром, які дозволяють їм переміщувати харчові матеріали до своїх підземних осель і з них. Забарвлення може варіюватися від жовтого до сірого, коричневого і навіть чорного. Усі вони повнотілі, з присадкуватими ногами, коротким волоссям і маленькими очима й вухами. Вони досягають довжини голови і тулуба від 11,5 до 30,5 см, довжини хвоста від 4 до 9,5 см і ваги від 45 до 545 г. Вид має довгі кігті на передніх лапах, якими він закопується в землю. На більш твердому ґрунті вони зазвичай використовують свої різці.

## Види
- Thomomys
  - підрід Megascapheus
    - Thomomys atrovarius[3]
    - Megascapheus baileyi
    - Thomomys bottae
    - Thomomys bulbivorus
    - Megascapheus connectens
    - Megascapheus fulvus
    - Megascapheus laticeps
    - Thomomys nayarensis[4]
    - Megascapheus nigricans
    - Thomomys sheldoni[3]
    - Thomomys townsendii
    - Thomomys umbrinus

  - підрід Thomomys
    - Thomomys clusius
    - Thomomys idahoensis
    - Thomomys mazama
    - Thomomys monticola
    - Thomomys talpoides